# 梅爾拉河

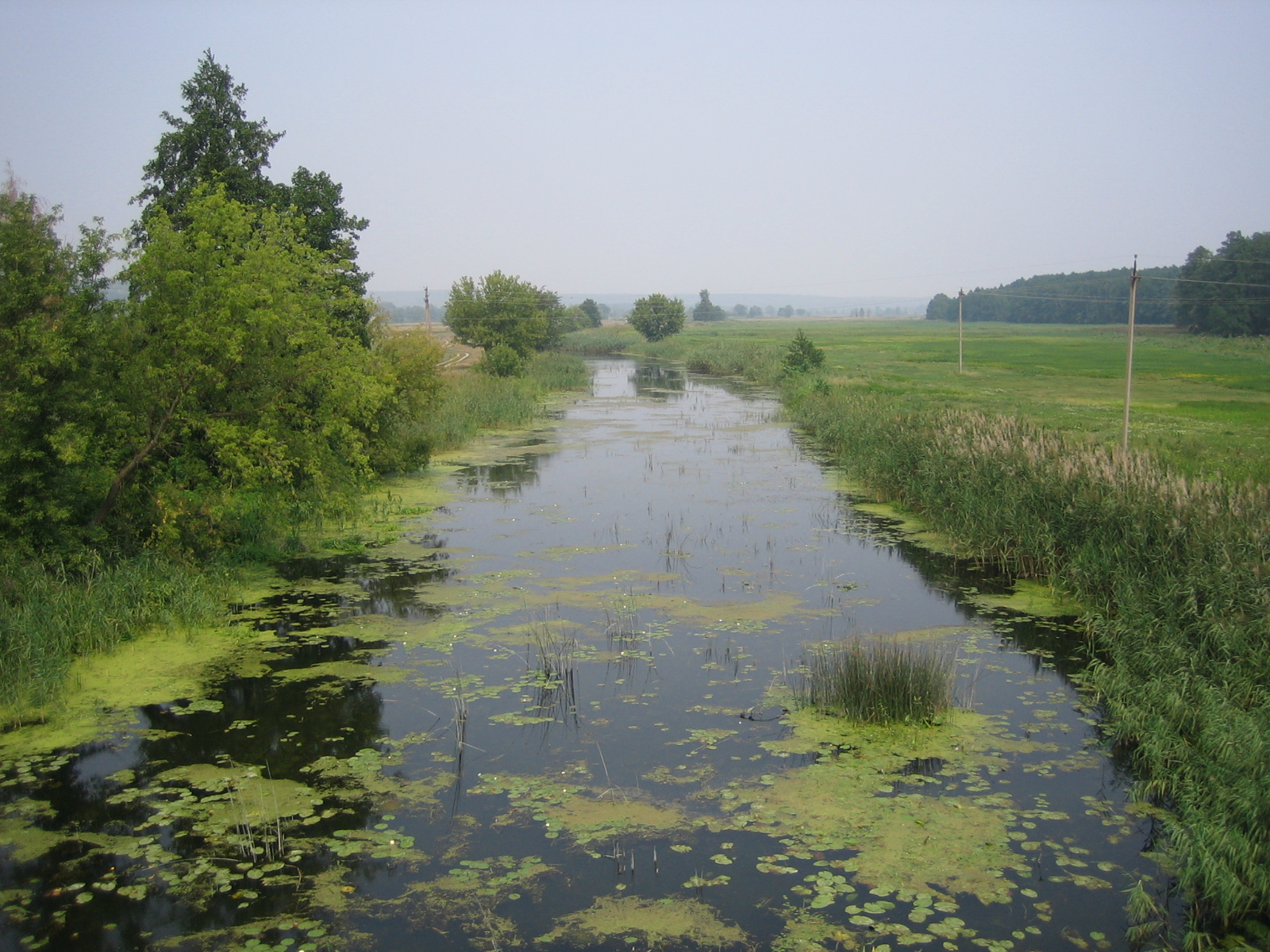

梅爾拉河（羅馬化：Merla）是烏克蘭的河流，位於該國東部，流經哈爾科夫州和波爾塔瓦州，屬於沃爾斯克拉河的左支流，河道全長116公里，流域面積2,030平方公里。